# Баранчеєвка
Баранче́євка (рос. Баранчеевка) — село складі Спаського району Пензенської області, Росія.
Населення — 127 осіб (2010; 144 у 2002).
Національний склад станом на 2002 рік:
- росіяни — 99 %